# Мён
Мён (дат. Møn) — остров в Балтийском море, принадлежащий Дании. До 2007 года был отдельной коммуной. В 2007 году из коммун Лангебек (Langebæk), Мён, Престё и Вордингборг образована единая коммуна Вордингборг.
Расположен в юго-восточной части страны. Занимает площадь 217,75 км². Население острова составляет 9235 человек (по данным на 1 января 2020 года). Самый крупный город острова, Стеге, находится примерно в центре Мёна. Население его составляет около 4000 жителей.
Климат умеренный, морской, с мягкой неустойчивой зимой, прохладным летом и растянутыми переходными сезонами.

## Достопримечательности

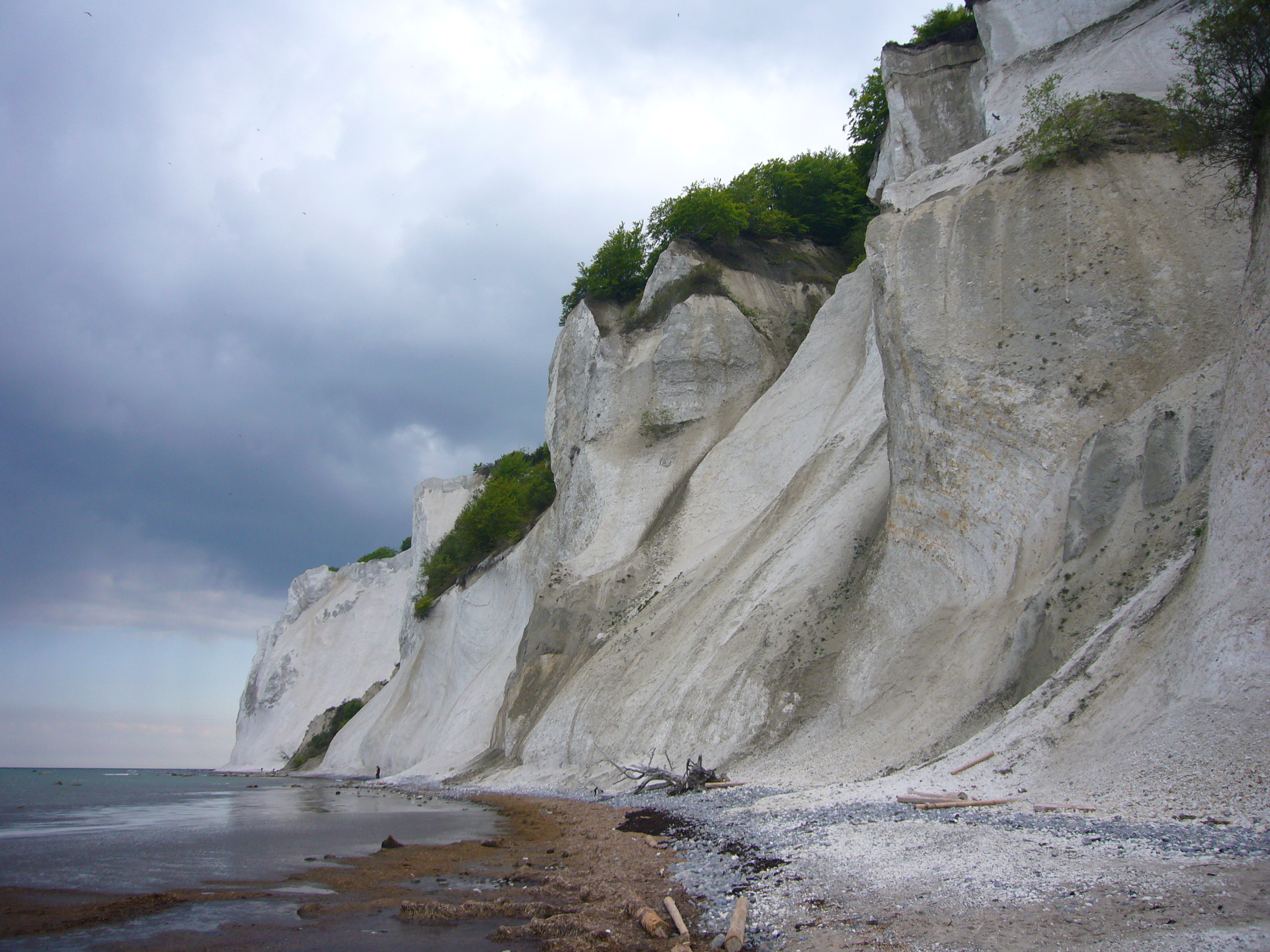

На острове находится самый высокий скальный массив Дании («Белые скалы»). Он протянулся на 6 км в длину и достигает 128 метров в высоту.